# Guy Rouleau
Guy Rouleau (* 16. April 1965 in Belœil, Québec; † 7. Dezember 2008 in Montréal, Québec) war ein kanadischer Eishockeyspieler, der unter anderem beim ECD Sauerland und EHC Trier in der zweithöchsten deutschen Spielklasse, beim Zürcher SC und SC Langnau in der Schweiz sowie in unterschiedlichen nordamerikanischen Minor Leagues aktiv war.

## Karriere
Guy Rouleau kam im Jahr 1982 in die Ligue de hockey junior majeur du Québec (LHJMQ), in der er vier Jahre lang spielte und seine größten Erfolge feierte. Schon in seiner Rookiesaison für die Chevaliers de Longueuil erzielte er 56 Scorerpunkte in 68 Hauptrunden-Spielen. In den folgenden Jahren konnte er diese Ausbeute kontinuierlich steigern, sodass er sich schnell zu einem der gefährlichsten Angreifer der Liga entwickelte. Mit 76 Treffern war er in der Saison 1984/85 erstmals Torschützenkönig der LHJMQ. 
Ein Jahr später, inzwischen im Team der Olympiques de Hull, traf Rouleau sogar 91-mal und erzielte in 61 Hauptrunden-Spielen insgesamt 191 Scorerpunkte. Damit wurde er Topscorer aller drei Nachwuchsligen unter dem Dach der Canadian Hockey League (CHL). Als Playoff-Topscorer führte er seine Mannschaft gemeinsam mit seinem Sturmpartner Luc Robitaille zum Gewinn des Coupe du Président. Als Most Valuable Player gewann er im Jahr 1986 zudem die Trophée Michel Brière. Insgesamt absolvierte der Mittelstürmer 260 Spiele in der LHJMQ, in denen er 252 Tore erzielte und 291 Vorlagen beisteuerte. Im Jahr 2001 wurde er für seine Verdienste in die Hall of Fame der Liga aufgenommen, seine Trikotnummer 77 wird bei den Olympiques ihm zu Ehren nicht mehr vergeben.
Trotz der Erfolge im Nachwuchsbereich wurde Rouleau nie in einem Entry Draft der National Hockey League (NHL) berücksichtigt. Beobachter führten das vor allem darauf zurück, dass er mit 1,78 Meter nicht groß genug für die NHL gewesen sei. Stattdessen setzte er seine Karriere nach einem ersten kurzen Abstecher zum Zürcher SC zunächst in der American Hockey League (AHL) fort. Dort spielte er für die Canadiens de Sherbrooke und Springfield Indians, mit denen er in der Saison 1989/90 den Calder Cup gewann. 
Ab 1990 spielte Rouleau dann überwiegend in Europa. Über Stationen beim SC Langnau und Mekon Amsterdam kam er zum ECD Sauerland in die 2. Bundesliga, in der er mit 65 Punkten in nur 25 Spielen erneut für Aufsehen sorgte. Den sportlichen Abstieg konnte er dennoch nicht verhindern. Dem ECD, dem ein Unentschieden zum Klassenerhalt gereicht hätte, wurde im letzten Saisonspiel gegen den EHC Essen-West in der 58. Spielminute ein Penalty zugesprochen. Rouleau übernahm die Verantwortung, traf aber nur den Pfosten, sodass seine Mannschaft mit 2:3 unterlag.
Rouleau spielte anschließend für den HC Fiemme Cavalese und Peoria Rivermen, bevor er in der Saison 1993/94 zum EHC Trier stieß. Mit der Mannschaft stieg er in die direkt unter der Deutschen Eishockey Liga (DEL) angesiedelten 1. Liga auf und prägte in den kommenden Jahren die erfolgreichste Zeit des Eishockeys in Trier. In der Saison 1997/98 spielte er für den ESC Erfurt und wurde auch dort Top-Scorer. Die Regionalliga-Meisterschaft und den damit verbundenen Aufstieg in die inzwischen drittklassige 1. Liga erlebte er allerdings schon nicht mehr auf dem Eis mit. Nachdem ein Hirntumor entdeckt worden war, musste er seine Karriere noch während der Spielzeit beenden.
Von seinem ehemaligen Sturmpartner Luc Robitaille, mit dem er über die Jahre eng befreundet blieb, wurde er im Kampf gegen den Krebs fortan eng unterstützt. Am 7. Dezember 2008 starb Rouleau im Alter von 43 Jahren. 

### Inlinehockey
Rouleau spielte in den 1990er Jahren auch Inlinehockey. Für die Montreal Roadrunners lief er in der Roller Hockey International auf.

## Erfolge und Auszeichnungen
| - 1984 LHJMQ Third All-Star Team - 1985 LHJMQ First All-Star Team - 1985 Torschützenkönig der LHJMQ - 1985 Trophée Jean Béliveau - 1986 Coupe-du-Président-Gewinn mit den Olympiques de Hull - 1986 Memorial Cup All-Star Team - 1986 Topscorer der CHL - 1986 LHJMQ First All-Star Team | - 1986 Torschützenkönig der LHJMQ - 1986 Trophée Jean Béliveau - 1986 Trophée Michel Brière - 1986 Torschützenkönig der LHJMQ-Playoffs - 1990 Calder-Cup-Gewinn mit den Springfield Indians - 1994 Aufstieg in die 1. Liga mit dem EHC Trier - 1998 Meister der Regionalliga und Aufstieg in die 1. Liga mit dem ESC Erfurt - 2001 Aufnahme in den Temple de la Renommée de la LHJMQ |

## Karrierestatistik

### Inline-Skaterhockey
(Legende zur Spielerstatistik: Sp oder GP = absolvierte Spiele; T oder G = erzielte Tore; V oder A = erzielte Assists; Pkt oder Pts = erzielte Scorerpunkte; SM oder PIM = erhaltene Strafminuten; +/− = Plus/Minus-Bilanz; PP = erzielte Überzahltore; SH = erzielte Unterzahltore; GW = erzielte Siegtore; 1 Play-downs/Relegation; Kursiv: Statistik nicht vollständig)